# Žirović
Žirović är en ort i Bosnien och Hercegovina.   Den ligger i entiteten Federationen Bosnien och Hercegovina, i den sydvästra delen av landet, 120 km väster om huvudstaden Sarajevo. Žirović ligger 749 meter över havet och antalet invånare är 347.
Terrängen runt Žirović är kuperad åt nordväst, men åt sydost är den platt. Närmaste större samhälle är Zabrišće, 11,1 km sydost om Žirović. 
Omgivningarna runt Žirović är en mosaik av jordbruksmark och naturlig växtlighet. Runt Žirović är det ganska tätbefolkat, med 93 invånare per kvadratkilometer.